# 柳宿六
柳宿六（ζ Hya/長蛇座ζ）是在天球赤道星座長蛇座的一顆孤獨的恆星。長蛇座是個沒有亮星的昏暗星座，所以視星等 +3.10的柳宿六已經是星座內的第三亮星，只有星宿一（長蛇座α）和平一（長蛇座γ）比它亮。

## 距離
利用視差技術測量出它與地球相距167光年（51秒差距）。在這個距離上，氣體和塵埃干擾產生的消光，使它的視星等減少了0.03等。與它相隔12.9光年（4.0秒差距）的柳宿一（長蛇座δ），可能是共同移動的夥伴。
在邊際誤差較低的蓋亞號的讀數，其視差為20.7182 ± 0.3925mas。如果這個值是正確的，與地球的距離將是157±3光年。

## 性質
柳宿六的恆星類型是G9 II-III，是已經演化成巨星的恆星，輻射出132倍太陽的亮度，外層大氣的有效溫度4,925K。在這樣的溫度下，恆星發出黃色光，是一顆G-型星。使用干涉測量術測量，得到它的直徑是太陽的18倍，估計質量是太陽的4.2倍，年齡大約是4億年。

## 名稱和詞源
在中國，柳宿六屬於星官柳，意思是形似垂柳。這個星官有8顆恆星，分別是柳宿一（長蛇座δ）、柳宿二（長蛇座σ）、柳宿三（長蛇座η）、柳宿四（長蛇座ρ）、柳宿五（長蛇座ε）、柳宿六（長蛇座ζ）、柳宿七（長蛇座ω）、柳宿八（長蛇座θ）。因此，柳宿六是柳宿的第六顆星。
柳宿六，連同柳宿一（長蛇座δ）、柳宿三（長蛇座η）、柳宿四（長蛇座ρ）、柳宿五（長蛇座ε），這五顆星都被命名為Min al Azʽal（Minazal），意思是"屬於無人居住的地方"。。根據包含537顆恆星的"技術備忘錄33-507 -A"，這五顆星被標示數字來區分，依序為Minazal I、II、IV、III、V，但不包含柳宿二（長蛇座σ）。
澳洲格魯特島的原住民稱柳宿一、柳宿二、柳宿三、柳宿四、柳宿五這五顆星的集團為Unwala，意思是"螃蟹"